# Calathea ovata
Calathea ovata är en strimbladsväxtart som först beskrevs av Christian Gottfried Daniel Nees von Esenbeck och Carl Friedrich Philipp von Martius, och fick sitt nu gällande namn av John Lindley. Calathea ovata ingår i släktet Calathea och familjen strimbladsväxter. Inga underarter finns listade.